# Терьер (бронированная инженерная машина)
«Терьер» — авиатранспортируемая боевая бронированная машина Королевских инженеров. Он был разработан в качестве замены боевой инженерной машины FV180, используемой британской армией.   

## Конструкция
Машина весит около 30 тонн и достаточно лёгкая, чтобы её можно было транспортировать по воздуху на самолётах C-17 Globemaster III или Airbus A400M .
Передний грейферный ковш и боковая стрела экскаватора позволяют машине выполнять землеройные работы и устранение препятствий. Имеет противоминную защиту и может управляться дистанционно с расстояния до 1000 м в опасных условиях, например, при разминировании. В обычных условиях экипаж состоит из двух человек. Имеет улучшенную модульную броню, может развивать скорость до 70 км/ч и более мобилен, чем FV180. Оснащён системами дневного и ночного видения на 360 градусов. 
Контракт на проектирование и производство машины был выигран компанией BAE Systems Land and Armaments в Великобритании в июле 2002 года. 
К другим компаниям были привлечены субподрядчики для предоставления экспертных знаний в конкретных областях. Эти компании, вместе с указанием их участия, включают:
- GKN Aerospace: инновационная топливная система
- Caterpillar: силовые агрегаты и двигатель Caterpillar C18
- Corus: сборный корпус

## История
Прототип машины был официально представлен 28 мая 2005 года. 
Компания BAE Systems построила для испытаний четыре машины. Производство было начато на заводе компании в Ньюкасл-апон-Тайн.  Переработанная программа Terrier шла по графику, а испытания по повышению надёжности были запланированы на начало 2010 года.  Производство первого серийного корпуса TERRIER началось 27 января 2010 года. Машина находится в эксплуатации по состоянию на 5 июня 2013 года. Всего в британскую армию было поставлено 60 машин. 
Французские военные какое-то время проявили интерес к закупке данных машин в Великобритании. 

## Обучение экипажа
Обучение экипажей машин осуществляется в тренажёре Terrier Mission Crew Trainer (MCT), разработанном компанией BAE Systems Integrated System Technologies (Insyte) на их заводе в Файфе, Шотландия. Тренажёр включает в себя высокоточно смоделированную кабину экипажа с местами командира и механика-водителя, установленную на подвижной платформе и окружённую системой обзора с обратной проекцией на 360 градусов. MCT позволяет экипажам моделировать вождение, копание и другие функции машины. Четыре MCT находятся в разработке для британской армии .